# Saint-Paul-lès-Dax
 Saint-Paul-lès-Dax  en francés y Sent Pau d'Acs en occitano es una población y comuna francesa, situada en la región de Aquitania, departamento de Landas, en el distrito de Dax y cantón de Dax-Nord.
Es una etapa de peregrinaje del Camino de Santiago, en la llamada Via Turonensis.

## Demografía
| 5037 | 5795 | 8220 | 9028 | 9452 | 10 226 |
| Para los censos de 1962 a 1999 la población legal corresponde a la población sin duplicidades (Fuente: INSEE [Consultar]) |      |      |      |      |        |